# Wired Life
«Wired Life» es un sencillo de la cantante japonesa Meisa Kuroki. Fue lanzado el 31 de agosto de 2011, cuatro meses después del lanzamiento de «One More Drama», como el segundo sencillo de su segundo álbum de estudio. La canción se publicó en tres formatos: CD de edición limitada + DVD, edición limitada de Blue Exorcist y CD de edición estándar. Las edición estándar y la edición limitada también incluyen una remix de «One More Drama». La edición de Blue Exorcist incluye una versión para televisión de «Wired Life», así como un remix con el actor de voz de Rin Okumura, Nobuhiko Okamoto.

## Composición
«Wired Life» fue escrita y producida por Nao'ymt. La canción habla de la batalla de uno mismo con su vida «enredada». Kuroki explicó, «[con esta canción] quería mostrar un lado diferente de mí como artista, además del dance».
«Upgrade U!», fue inicialmente fue anunciado como un lado A, pero más tarde se escogió que sería un lado B. La canción fue escrita por Kaoru Kami y compuesta y producida por Jeff Miyahara.

## En los medios
«Wired Life» sirvió como tema final del anime Blue Exorcist. En un comunicado de prensa, el productor del programa comentó: «Me siento realmente honrado de que esta canción aparezca en Blue Exorcist. La fuerza y el encanto de Kuroki se asemeja al del protagonista del anime, Rin Okumura, y estoy agradecido de que 'Wired Life' haya capturado el espíritu del programa».

## Éxito comercial
«Wired Life» debutó el décimo puesto de la lista Oricon Daily Singles el 30 de agosto de 2011, y subió a la novena posición el 1 de septiembre. Con 9.158 copias vendidas, «Wired Life» alcanzó el décimo segundo puesto en Oricon Weekly Singles Chart, convirtiéndose en la canción con más ventas en su primera semana en Kuroki.

## Lista de canciones
| N.º   | Título                           | Letras     | Música        | Duración |  |
| 1.    | «Wired Life»                     | Nao'ymt    | Nao'ymt       | 4:41     |  |
| 2.    | «Upgrade U!»                     | Kaoru Kami | Jeff Miyahara | 3:41     |  |
| 3.    | «One More Drama (Ping Pong Mix)» | Kami       | June          | 3:58     |  |
| 4.    | «Wired Life (Instrumental)»      |            | Nao'ymt       | 4:41     |  |
| 17:00 |                                  |            |               |          |  |

| Edición Blue Exorcist |                                                      |         |         |          |  |
| N.º                   | Título                                               | Letras  | Música  | Duración |  |
| 1.                    | «Wired Life»                                         | Nao'ymt | Nao'ymt | 4:41     |  |
| 2.                    | «Wired Life (No Escape Remix) featuring Rin Okumura» | Nao'ymt | Nao'ymt | 4:41     |  |
| 3.                    | «Wired Life (Anime Size Version)»                    | Nao'ymt | Nao'ymt | 2:13     |  |
| 4.                    | «Wired Life (Instrumental)»                          |         | Nao'ymt | 4:41     |  |
| 16:04                 |                                                      |         |         |          |  |

| DVD |                                   |        |        |          |  |
| N.º | Título                            | Letras | Música | Duración |  |
| 1.  | «Wired Life (Music Video)»        |        |        |          |  |
| 2.  | «Wired Life" (Special Making Of)» |        |        |          |  |

## Posicionamiento en listas
| Lista (2011)                      | Mejor posición |
| --------------------------------- | -------------- |
| Billboard Japan Hot 100           | 55             |
| Billboard Japan Hot Singles Sales | 12             |
| Oricon Daily Singles              | 9              |
| Oricon Weekly Singles             | 12             |